# Королькевич, Владимир Борисович
Влади́мир Бори́сович Корольке́вич (10 июня 1952, Минск) — советский, позднее словенский тренер по биатлону и лыжным гонкам. По состоянию на 2016 год тренирует сборную Беларуси по биатлону.

## Карьера
Мастер спорта международного класса СССР по биатлону, заслуженный тренер СССР и Белорусской ССР.
В 1990 году уехал в Словению, там работал тренером по лыжному спорту и биатлону. В 1996 году получил гражданство Словении. Под его руководством тренировались такие известные спортсмены, как Весна Фабьян, Андреа Грашич, Тадеа Бранкович, братья Матьяж и Йоже Поклукары, Томаш Глобочник. С 2002 по 2012 годы работал старшим тренером женской сборной Словении по лыжным гонкам.
Одновременно с работой в Словении, принимал участие в подготовке спортсменов из других стран. Так, перед сезоном 2006/07 готовил мужскую сборную Украины по биатлону, а в 2010 году был личным тренером российской спортсменки Екатерины Юрьевой. В 2009 году Королькевича приглашали тренировать мужскую сборную России по биатлону, но он отказался по личным обстоятельствам, из-за проходившего в Словении суда.
В сезоне 2012/13 Королькевич работал с женской сборной Украины по биатлону. При нём результаты украинской команды заметно выросли, а на чемпионате мира 2013 года украинки завоевали пять медалей.
В 2013—2015 годах работал в тренерском штабе женской сборной России по биатлону, в 2014—2015 годах — старшим тренером. В 2014 году две российские спортсменки, в том числе тренировавшаяся под руководством Королькевича Ирина Старых, были пойманы на допинге, но сам тренер отрицал свою причастность к приёму препаратов. На Олимпиаде-2014 находившаяся в «группе Королькевича» Ольга Вилухина выиграла серебряную медаль в спринте, сборная России также завоевала серебро в эстафете. Под его руководством Екатерина Юрлова выиграла золотую медаль чемпионата мира 2015, эта медаль стала первой для женской сборной России с 2009 года (однако, Юрлова готовилась к сезону не с тренерским штабом сборной, а под руководством личного тренера А. Хованцева). По итогам сезона 2014/15 выступление сборной России было признано «удовлетворительным», но контракт с тренером по обоюдному желанию продлевать не стали.
С мая 2015 года Королькевич работает главным тренером сборной Беларуси по биатлону.